# Adam Pascal
Adam Pascal va néixer el 25 d'octubre del 1970, és un actor i cantant estatunidenc més conegut com a nominat al Tony per la seva actuació de Roger Davis en el repartiment original de l'obra de teatre de Jonathan Larson: Rent el 1996 i la seva versió en la pel·lícula el 2005. També és conegut pel paper de Radames a l'obra Aida escrita per Elton John i Tim Rice. També originalment pel paper d'Emcee a l'obra Cabaret. Més recentment, ha interpretat a William Shakespeare al musical Something Rotten!.
Pascal va néixer en el si d'una família jueva al Bronx (Nova York), però fou criat a Syosset (Nova York). Posteriorment començà de músic en diverses bandes de rock formades pels seus companys de classe. Pascal es convertí en un actor de teatre musical força conegut.

## Filmografia
| Any  | Pel·lícula/televisió                         | Paper            | Altres notes                                                                 |
| ---- | -------------------------------------------- | ---------------- | ---------------------------------------------------------------------------- |
| 1999 | SLC Punk!                                    | Eddie            |                                                                              |
| 2003 | School of Rock                               | Theo             |                                                                              |
| 2004 | Temptation                                   | Nicholi          |                                                                              |
| 2005 | Rent                                         | Roger Davis      | aparegué amb la majoria dels membres del repartiment original                |
| 2006 | Cold Case                                    | Dennis Hofferman | Sèries de televisió, aparegué juntament a la co-estella Tracie Thoms de Rent |
| 2008 | American Primitive                           | Theo             | Pel·lícula independent                                                       |
| 2008 | Single Drop of You                           | Com ell mateix   | Vídeo musical                                                                |
| 2008 | Falling Star (originalment titulada Goyband) | Bobby Starr      | Pel·lícula independent                                                       |